# The Renegades (film 1912)
The Renegades è un cortometraggio muto del 1912. Il nome del regista non appare nei titoli del film.

## Produzione
Il film fu prodotto da Siegmund Lubin per la Lubin Manufacturing Company. Venne girato a Matteawan, New York.

## Distribuzione
Distribuito dalla General Film Company, il film - un cortometraggio in una bobina - uscì nelle sale cinematografiche USA il 25 settembre 1912.